# 九条塚古墳
九条塚古墳（くじょうつかこふん）は、千葉県富津市の内裏塚古墳群に属する、6世紀中ごろに築造されたと考えられる前方後円墳である。国の史跡への指定が答申されている（史跡「内裏塚古墳群」のうち、官報告示を経て正式指定となる）。

## 古墳の概要

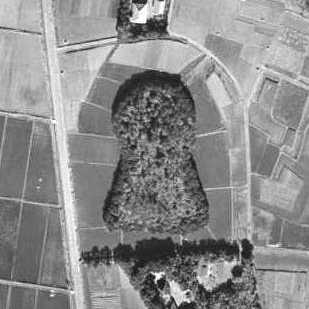
九条塚古墳の空中写真（1961年）。

九条塚古墳は墳丘長103メートルの、内裏塚古墳群では第五番目の墳丘長の古墳である。ただし、第三位の稲荷山古墳と青木亀塚古墳の墳丘長はともに106メートルと九条塚古墳の規模とほとんど変わりがない。九条塚古墳は規模的に内裏塚古墳、稲荷山古墳、三条塚古墳と並んで内裏塚古墳群内の盟主墳であると見られている。
墳丘の高さは前方部が7.9メートル、後円部が7メートルと古墳の規模に比べてかなり低いうえに段築も認められない。古墳群内で5世紀半ばに造営された中期の前方後円墳である内裏塚古墳は前方部、後円部ともに二段築成の10メートル以上の高さの墳丘を持つが、6世紀台に造られた後期古墳である九条塚古墳、稲荷山古墳、三条塚古墳とも墳丘の高さが低いことが特徴となっている。6世紀後半台、下野では基壇と呼ばれる低い一段目を設けたり、武蔵の埼玉古墳群では長方形をした二重の周溝を造るなど、前方後円墳にその地域の独自性を見せていることがあるが、内裏塚古墳群の低墳丘もそうした地域の独自性の一つと考えられる。
九条塚古墳には二重の周溝が巡っており、周溝部を加えると全長約150メートルに達する。周溝部が発達している点も九条塚古墳は稲荷山古墳、三条塚古墳と共通しており、ともに高さよりも平面的広さを強調した築造企画を見ることができる。
現在、九条塚古墳の墳丘部は山林となっており、墳丘は西側を中心に一部は削られている。周溝の東側と南側は空き地となっているが、西側と北側は宅地となっている。また後円部の墳頂には「九條塚」と書かれた石碑が建てられているが、石碑の台座に用いられている石は九条塚古墳の石室の天井石であったと考えられる。
九条塚古墳は1910年に後円部の主体部について発掘調査が行われ、検出された遺物は飯野小学校に保管されている。1910年の発掘による出土品や1989年以降に行われた範囲確認調査で検出された埴輪などから、九条塚古墳は6世紀半ば頃に築造されたと考えられている。
内裏塚古墳群では5世紀半ばに築造された内裏塚古墳の後、5世紀末に小型の前方後円墳である上野塚古墳が築造されたが、その後約半世紀、古墳の築造が全く途絶えた。そして6世紀半ば頃の九条塚古墳の築造を皮切りに、稲荷山古墳、三条塚古墳などといった大型の前方後円墳やその下のランクの中小前方後円墳、更には小型の円墳が盛んに造営されるようになり、その後7世紀には割見塚古墳など大型の方墳の造営も続いた。つまり九条塚古墳は6世紀半ば以降の内裏塚古墳群最盛期のきっかけとなった、古墳群の画期である古墳と考えられる。
1973年7月6日、九条塚古墳は稲荷山古墳、三条塚古墳とともに富津市指定史跡に指定された。

## 古墳の立地と内裏塚古墳群
内裏塚古墳群は小糸川が形成した沖積平野にある、もともとは砂丘であった微高地上に築造された古墳群である。古墳群は東西約2.5キロ、南北約2キロの範囲に及んでいる。九条塚古墳の標高は約8メートルであり、やはり沖積平野にあるかつて砂丘であった微高地上に築造されている。
内裏塚古墳群ではまず、5世紀半ばに古墳群内最大の墳丘規模である内裏塚古墳が造られた。同じ頃に小櫃川下流域に高柳銚子塚古墳、養老川下流域には姉崎二子塚古墳といった大型の前方後円墳が造営されており、上総西部の沖積平野を中心として地域を統合する首長が生まれたものと考えられる。
その後5世紀後半には古墳群南方約4キロに弁天山古墳が築造され、5世紀末頃には、現在の青堀駅近くにある上野塚古墳が築造された。なお、弁天山古墳は内裏塚古墳群の主要部からかなり離れた場所にあるが、これは内裏塚古墳を築造した首長が墓域を移動したことによるとの説があるが、一方、内裏塚古墳と弁天山古墳・上野塚古墳と九条塚古墳との関連性ははっきりしないとの説もある。5世紀末以降、内裏塚古墳群以外の小櫃川下流域の祇園・長須賀古墳群でも古墳の築造が中断され、養老川下流域の姉崎古墳群では古墳の築造自体は継続していたが規模は縮小しており、上総地方では首長の実力が一時的に低下したものと考えられる。
6世紀半ば頃の九条塚古墳の造営は、内裏塚古墳群では約半世紀ぶりの古墳造営であった。その後は地域を代表する首長を葬ったと考えられる墳丘長100メートルを越える盟主墳、その下に位置する首長を葬った墳丘長約50-70メートルの前方後円墳、さらにその下位に位置する首長を葬った直径20-30メートル程度の円墳が同時進行的に築造された。つまり内裏塚古墳群は埼玉古墳群や龍角寺古墳群など、他の関東地方の有力古墳群と同じく、複数首長が同一地域に墓域を定めた複数系譜型の古墳群と考えられる。内裏塚古墳群の場合、古墳群の構造から上位の首長、中位の首長、下位の首長という三系統の首長が同一地域に墓所を定めたものと想定される。これは同一古墳群内に葬られる首長同士の結束の強さを外部にアピールするとともに、首長同士の結束の確認手段とされたと見られている。そして6世紀末と考えられる前方後円墳築造終了後も、内裏塚古墳群では引き続き割見塚古墳などの方墳の築造が7世紀末頃まで続けられた。
九条塚古墳は6世紀半ば以降の内裏塚古墳群最盛期の先駆けとして築造された、古墳群の画期とされる古墳であり、また同じ時期、関東地方各地で盛んとなる古墳造営の一翼を担う古墳として、その築造の意味は大きいとされる。

## 古墳の調査と発掘経緯
九条塚古墳は1910年2月、発掘が行われた。これは古墳の土地所有者が後円部の墳頂部の立木を伐採した際、朱の付着した石を発見したことがきっかけとなって行われた発掘であった。発掘によって古墳の主体部として砂岩によって構築された石室が発見され、石室内から様々な遺物が検出されたが、発掘調査の内容がまとめられて公表されることはなく、わずかに1910年に刊行された「考古学雑誌」第一巻第十一号と、1927年に刊行された「君津郡郡誌」に発掘結果の一部が紹介されたにすぎない。このときの調査で検出された出土遺物は、一部が東京国立博物館に保管されている他は、飯野小学校に保管されてきたが、九条塚古墳以外の出土品も混入していると考えられる。なお、1990年には飯野小学校に保管されている出土品の調査が行われている。
1910年以降、墳丘部の発掘は行われていないが、1983年にまず千葉県教育委員会の手によって墳丘の測量調査が行われ、その後1989年、1991年、1994年、1999年、2003年と周溝部の発掘調査が行われ、二重の周溝や円筒埴輪などが検出された。近年の発掘結果と1990年の出土品調査によって、九条塚古墳が約半世紀の中断後、6世紀半ば頃に内裏塚古墳群で約半世紀ぶりに築造された、二重の周溝を持つ墳丘長103メートルの古墳であることが明らかとなった。

## 古墳の構造

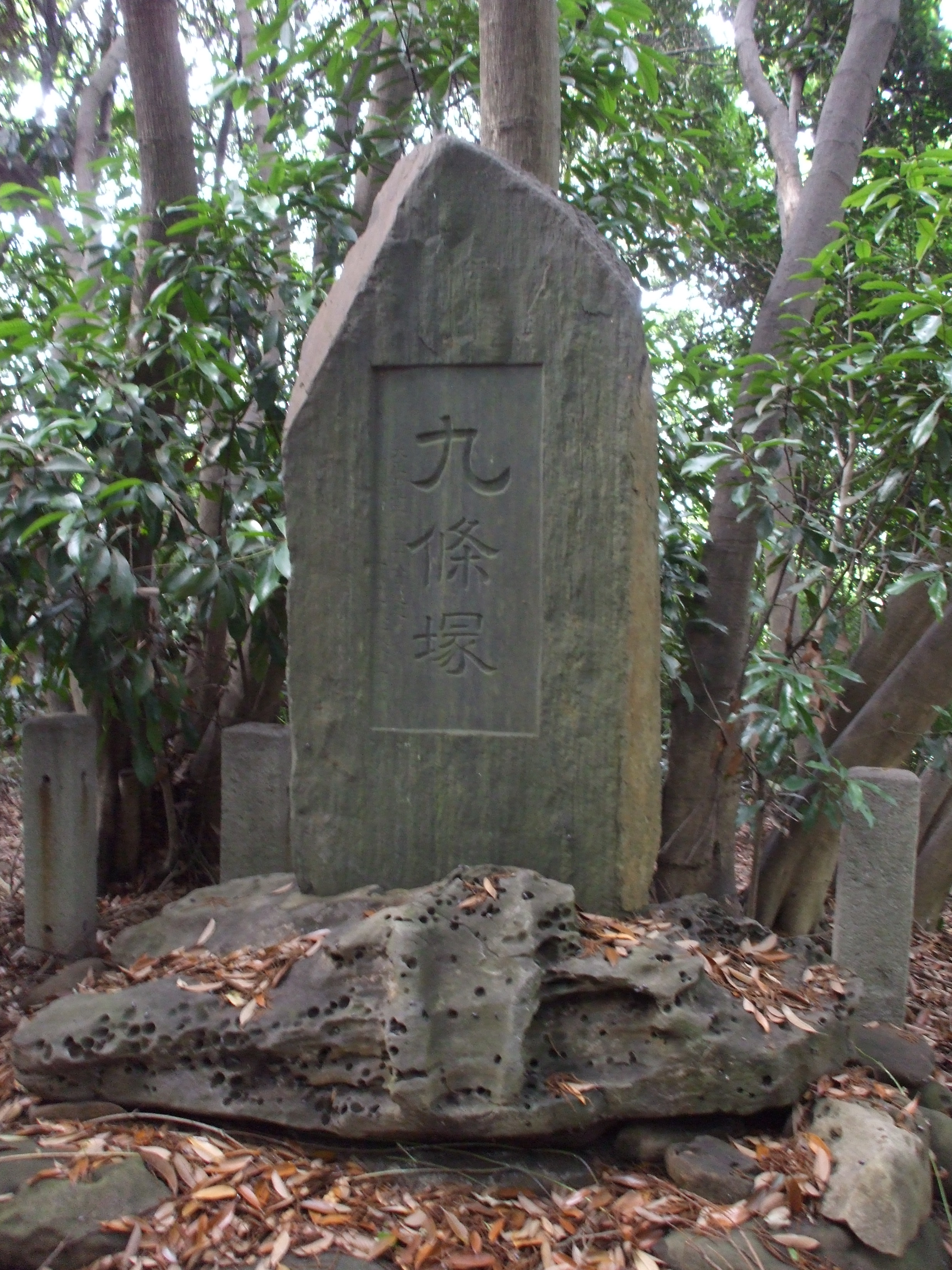
九条塚古墳、後円部墳頂にある石碑。台座には石室の天井石であったと考えられる砂岩が用いられている。

九条塚古墳の墳丘は長さ103メートル、後円部直径が57メートル、前方部幅は74メートルであり、6世紀のヤマト王権の大王墓と考えられる今城塚古墳、河内大塚山古墳と墳丘の形の類似性が指摘されており、九条塚古墳は畿内の大王陵をモデルに築造されたとの説がある。しかし九条塚古墳に後続する稲荷山古墳、三条塚古墳では前方部の長さが増大するなど築造企画の独自性を強めている。
墳丘の高さは前方部が7.9メートル、後円部が7メートルと古墳の規模に比べて低く、墳丘には段築も見られない。しかし墳丘周囲を盾形の二重周溝が巡り、周溝部を含めると全長約150メートルに達し、平面的な大きさを強調した古墳であるということができる。この平面的な大きさを強調した築造企画は、稲荷山古墳、三条塚古墳、そして前方後円墳築造終了後に築造された大型方墳である割見塚古墳へと引き継がれていく。
1989年から行われている範囲確認調査の中で円筒埴輪が検出されており、墳丘には円筒埴輪が並べられていたと考えられるが、動物などを象った形象埴輪は現在のところ確認されておらず、円筒埴輪の検出もかなり限定的で、埴輪が墳丘を何段にも囲むように立てられていたとは考えられない。
九条塚古墳の埋葬施設は長さ約9.45メートル、幅は1.7-1.95メートルの長方形をしており、長軸が墳丘に直交していたと記録されている。かつては竪穴式石室であったと考えられていたが、最近では石室の規模や長軸が墳丘に直交していることなどから横穴式石室である可能性が高いと考えられている。横穴式石室であれば、千葉県内では最も古い横穴式石室の一つであると見られる。
石室は砂岩の自然石で造られていて、天井石と考えられる大石の一部は、現在後円部墳頂に建てられている石碑の台座として用いられており、また後円部墳丘には石室の石材であったと思われる石が散乱している。砂岩は富津市内の海岸から運ばれたものであり、内裏塚古墳群の各古墳のほか、祇園・長須賀古墳群の金鈴塚古墳、そして埼玉古墳群の将軍塚古墳でも同じ富津市内の海岸から運ばれたと考えられる砂岩が石室に用いられており、当時の関東地方の有力首長が広域で交流を持っていたことがわかる。

## 出土品について
1910年の発掘時、後円部の石室から人骨とともに大刀、金銅製馬具、鉄鏃、銀製耳輪、銀製空玉、金銅製空玉、水晶切子玉、ガラス玉などが出土し、前方部からは須恵器が出土したとされる。出土品の多くが飯野小学校に保管されてきたが、金銅製空玉は東京国立博物館で保管されている。飯野小学校で保管されている出土品の中には、他の内裏塚古墳群の古墳から出土したと考えられる遺物なども見られるが、多くは1910年の九条塚古墳の発掘時に検出された出土品と考えられている。出土品は6世紀前半頃のものや6世紀後半頃と見られるものもあるが、6世紀半ば頃と考えられるものが多く、九条塚古墳の築造と初葬は6世紀半ば頃と推定される。また前方部から出土したと伝えられる須恵器は6世紀後半頃のものと見られるが、これは前方部にも埋葬施設があって追葬が行われたか、初葬後一定の期間を経過した後に行われた祭祀によるものと考えられる。

## 九条塚古墳の特徴
九条塚古墳は、内裏塚古墳群の盟主墳として6世紀半ば頃に築造された。5世紀半ばに内裏塚古墳の築造によって開始された内裏塚古墳群は、その後古墳の造営が低調となって5世紀末から約半世紀の間、古墳の築造が途絶えるが、九条塚古墳の築造によって復活し、6世紀後半から末にかけて、墳丘長100メートルクラスの前方後円墳を盟主墳とし、その下に位置する首長を葬った墳丘長約50-70メートルの前方後円墳、さらにその下のクラスの首長の墳墓である直径20-30メートル程度の円墳が同時期に造られ、内裏塚古墳群はその最盛期を迎えることになった。このような複数系譜型の古墳群は、同一古墳群に葬られる首長たちの結束の確認の場であると同時に、外部に対しては結束の誇示を意味すると考えられる。
内裏塚古墳群の被葬者は、やがて須恵国造になっていく系列の首長であると考えられている。九条塚古墳の被葬者は、隣の祇園・長須賀古墳群の盟主墳の被葬者と同じく、三浦半島から房総半島へ向かう交通の要衝を押さえることにより勢力を強め、同時期の関東各地の有力首長の一員としてヤマト王権に重要視されるようになったと考えられる。またヤマト王権で重視されるようになっていく中で、内裏塚古墳の盟主墳に葬られた首長は王権との直接的な関係を結ぶようになり、その結果として首長権の固定化が進み、やがて国造となっていったものと想定される。その一方で内裏塚古墳群にほど近い富津の海岸で産出される砂岩が、埼玉古墳群の将軍山古墳の石室に用いられるなど、関東地方の有力首長との交流も進めていたことがわかる。
九条塚古墳は複数系譜の首長が墓所を同じくする、内裏塚古墳群の最盛期の始まりとなる古墳である。九条塚古墳の被葬者は交通の要衝を占めることによって勢力を強めた小糸川下流域を代表する首長が、畿内のヤマト王権に重視されて直接的な関係を持つようになり、国造制への一歩を踏み出すことになった。一方で関東地方の各地域の首長との関係性も強め、低い墳丘に見られるように自らの独自性を表現しながら、内裏塚古墳群という大規模な古墳群の造営によってその結束を周囲に誇示するようになったことを示している。